# Charixène
Charixène (en grec ancien Χαριξένη) est une poétesse, musicienne et compositrice grecque de l'Antiquité.

## Éléments biographiques
Charixène est une poétesse grecque de l'Antiquité, auteure et compositrice de chansons accompagnées à la lyre, également connue comme flûtiste et poète érotique, peut-être courtisane.
Sa région et ses dates de vie ne sont pas précisément connus, mais elle serait possiblement Athénienne et aurait vécu fin VIe siècle av. J.-C. — début Ve siècle av. J.-C.,.
Comme poétesse, elle est louée par Eustathe, qui la place en compagnie de Praxilla, Sappho, Corinne et Érinna. Charixène est en revanche peu appréciée de la Souda. Elle est mentionnée par Aristophane, qui évoque les vieilleries « du temps de Charixène », ce qui donne lieu à un proverbe synonyme de « niais et sot » (cité notamment par Cratinos, Hésychius et Théopompe), probablement dans le sens de « démodé », « passé de mode »,. 